# Икмельюльх
Икмельюльх (устар. Икмель-Юльх) — река в Ханты-Мансийском АО России. Устье реки находится в 89 км по левому берегу реки Епельпетьях. Длина реки составляет 31 км.

## Данные водного реестра
По данным государственного водного реестра России относится к Верхнеобскому бассейновому округу, водохозяйственный участок реки — Обь от города Нефтеюганск до впадения реки Иртыш, речной подбассейн реки — Обь ниже Ваха до впадения Иртыша. Речной бассейн реки — (Верхняя) Обь до впадения Иртыша.